# Love (Sasha Son)
Love è un singolo del cantante lituano Sasha Son, pubblicato nel 2009.
Il brano, nella sua versione originale in lingua lituana intitolata Pasiklydęs žmogus, ha vinto Lietuvos dainų daina, guadagnando il diritto di rappresentare la Lituania all'Eurovision Song Contest 2009 a Mosca. Qui Sasha Son ha presentato la versione bilingue anglo-russa Love e si è piazzato al 23º posto su 25 partecipanti con 23 punti totalizzati nella finale.

## Tracce
Testi e musiche di Dmitrij Šavrov.
Download digitale
1. Love – 3:04

CD
1. Pasiklydęs žmogus
2. Love (versione inglese)
3. Pasiklydęs žmogus (versione russa)
4. Love (versione eurovisiva)